# Giovanni Battista Tarilli
Giovanni Battista Tarilli (Cureglia, 1549 – Cureglia, 1614) è stato un pittore e miniatore svizzero-italiano.

## Biografia

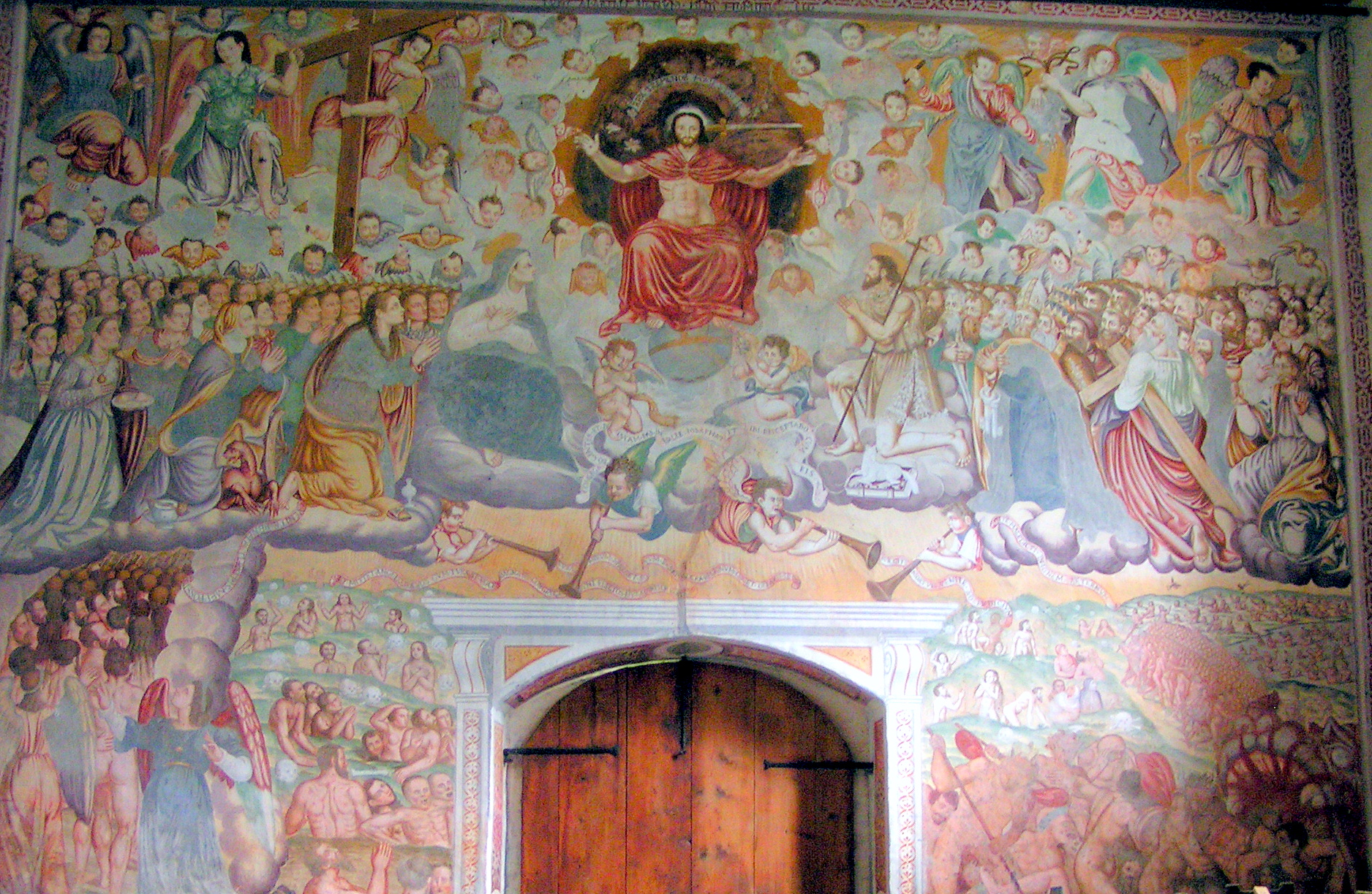
Giudizio universale (1589), Chiesa di San Pellegrino (Giornico)

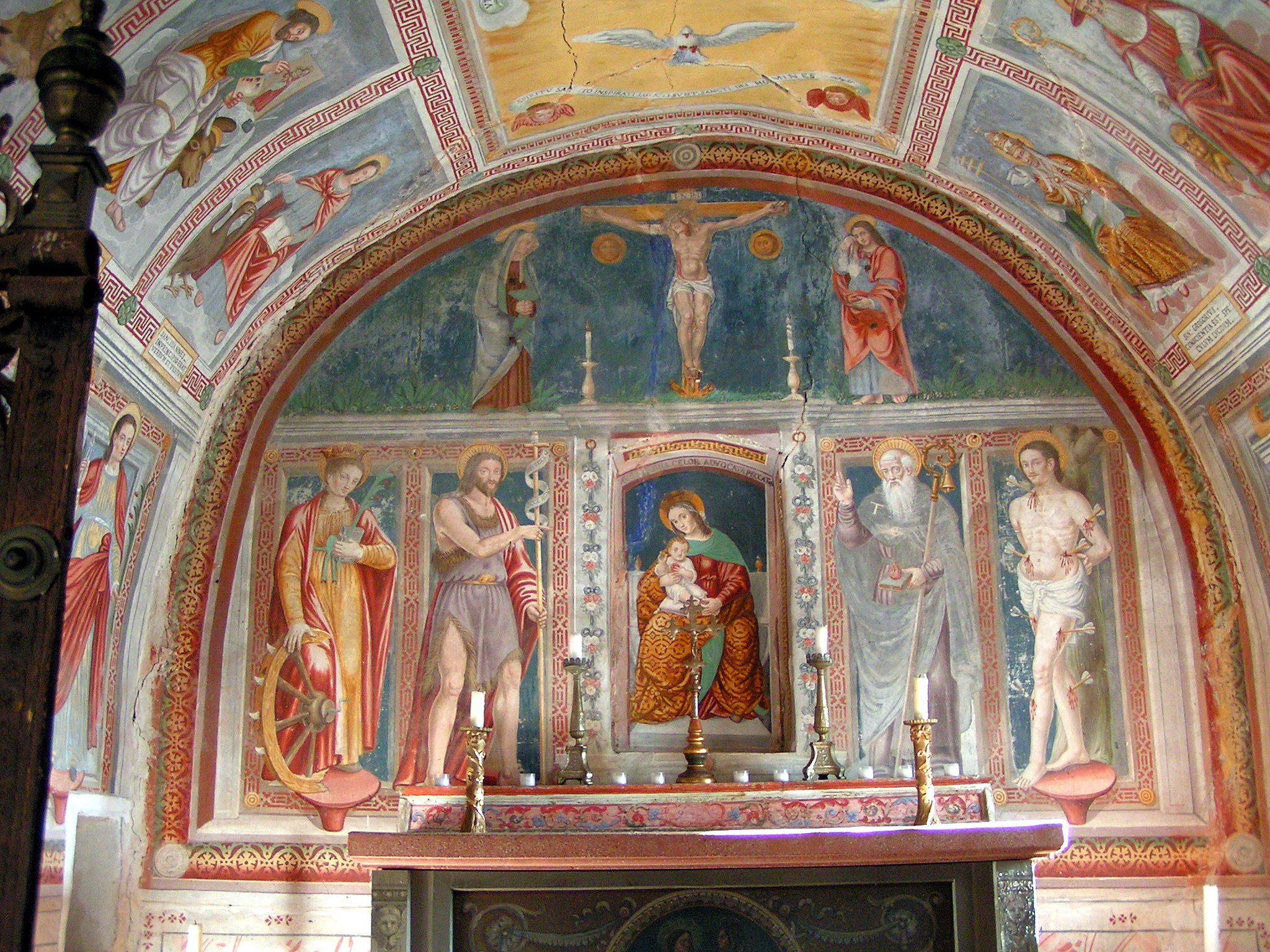
Presbiterio della Chiesa di Santa Maria del Castello (Serravalle)

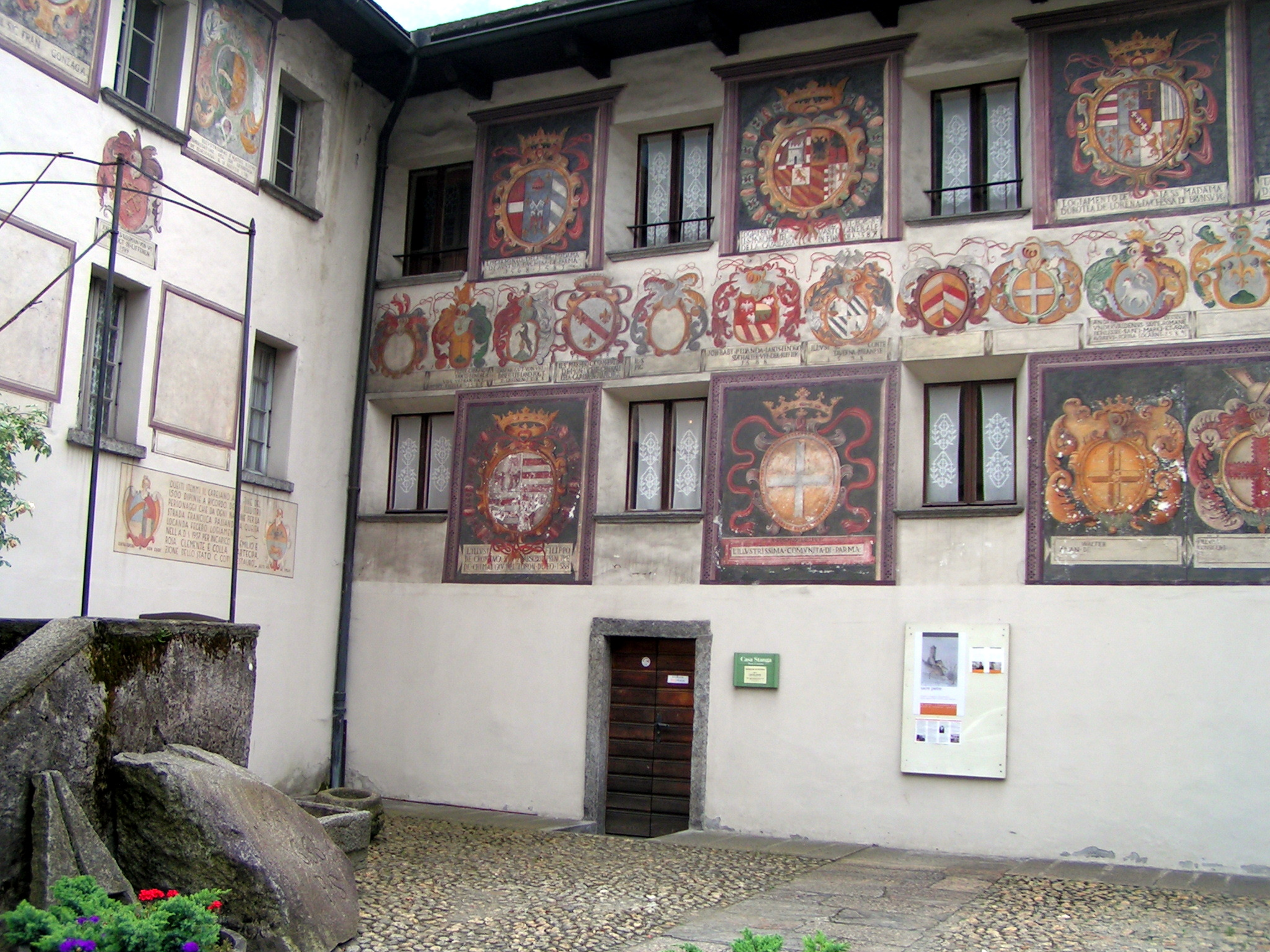
Casa Stanga Giornico

Scarne sono le notizie su questo pittore, quanto sappiamo riguardo alla data di nascita, ci è pervenuto grazie agli scritti del fratello Domenico Tarilli, curato di Cureglia. Nel comune luganese è ancora presente la casa dove abitò con la moglie e i due figli, pure pittori. All'interno si possono ammirare affreschi datati 1558 e 1612, con gli stemmi della famiglia Tarilli e della famiglia Rusca, casato della moglie. 
Il pittore mosse i suoi primi passi da autodidatta ma in seguito si recò a Milano dove imparò il mestiere e eseguì le sue prime opere. Una tela con Pietà e Santi del 1574 per la chiesa di San Martino in Compito è oggi conservata a Rho. Nel 1581, il pittore eseguì gli affreschi nell'abbazia di San Donato a Sesto Calende; nel 1584 realizzò quelli della chiesa dell'Assunta a Bizzarone e quelli dell'Oratorio dell'Annunciata a Novazzano. Opere che si ispirano ai grandi maestri lombardi del cinquecento Bramantino, Bernardino Luini e Leonardo da Vinci. Nel 1574 nacque Cipriano e nel 1581 Giovan Domenico, che presto portarono aiuto al padre nelle attività pittoriche assieme anche al nipote Giovanni Domenico Caresana, diventando una rinomata bottega detta dei Tarilli da Curegia. La bottega si guadagnò fama in tutta la regione oggi Canton Ticino che in quei tempi era suddivisa in vari baliaggi degli Svizzeri. In particolare nelle Tre valli ambrosiane furono importanti i lavori della bottega Tarilli, sull'onda del rinnovamento del Concilio di Trento e fortemente voluto da San Carlo Borromeo vescovo di quelle contrade. In valle di Blenio a Sommascona, a Semione nella Chiesa di Santa Maria del Castello e a Pontironetto, in Leventina a Giornico presso la Casa Stanga e nella Chiesa di San Pellegrino, sulla strada della Gola della Biaschina dove dipinse un Giudizio Universale, Profeti, Vizi e Virtù datato 1589. Del 1588 sono il vasto ciclo pittorico nella navata della chiesa dei Santi Nazzaro e Celso a Scaria d'Intelvi. Tra il 1594 e il 1598 i Tarilli sono a Lugano dove sono incaricati dal Consiglio del Borgo di fornire opere di miniatura e apparati effimeri. Nel 1595 affrescano il Santuario della Madonna del Sasso di Morcote. Agli inizi del seicento lavora sempre con l'aiuto dei figli a vari cicli decorativi a Corzoneso e a Villa Bedretto. Del 1606 sono gli affreschi della facciata dell'Oratorio di San Carlo a Semione. Tra le ultime opere ancora un lavoro in Leventina nell'Oratorio di Brugnasco e una pala risalente al 1614 per la chiesa luganese di Santa Marta, andata perduta.